# Valdepolo
Valdepolo ist eine Gemeinde (Municipio) mit 1.215 Einwohnern (Stand: 2024) im nordwestlichen Zentral-Spanien in der Provinz León in der Autonomen Gemeinschaft Kastilien-León. Valdepolo besteht neben dem gleichnamigen Hauptort aus den Ortschaften La Aldea del Puente, Quintana de Rueda, Quintana del Monte, Saelices del Payuelo, Villahibiera, Villalquite, Villamondrín de Rueda und Villaverde la Chiquita.

## Geografie
Valdepolo liegt etwa 27 Kilometer östlich von León am Fuß des Kantabrischen Gebirge und am Fluss Esla im Norden in einer Höhe von ca. 875 m. Durch die Gemeinde verläuft eine Variante des Jakobswegs (durch Quintana del Monte). 

## Bevölkerungsentwicklung
| Jahr      | 1950 | 1970 | 1981 | 1991 | 2001 | 2011 | 2021 |
| --------- | ---- | ---- | ---- | ---- | ---- | ---- | ---- |
| Einwohner | 2866 | 2861 | 2128 | 1774 | 1593 | 1332 | 1207 |

## Sehenswürdigkeiten

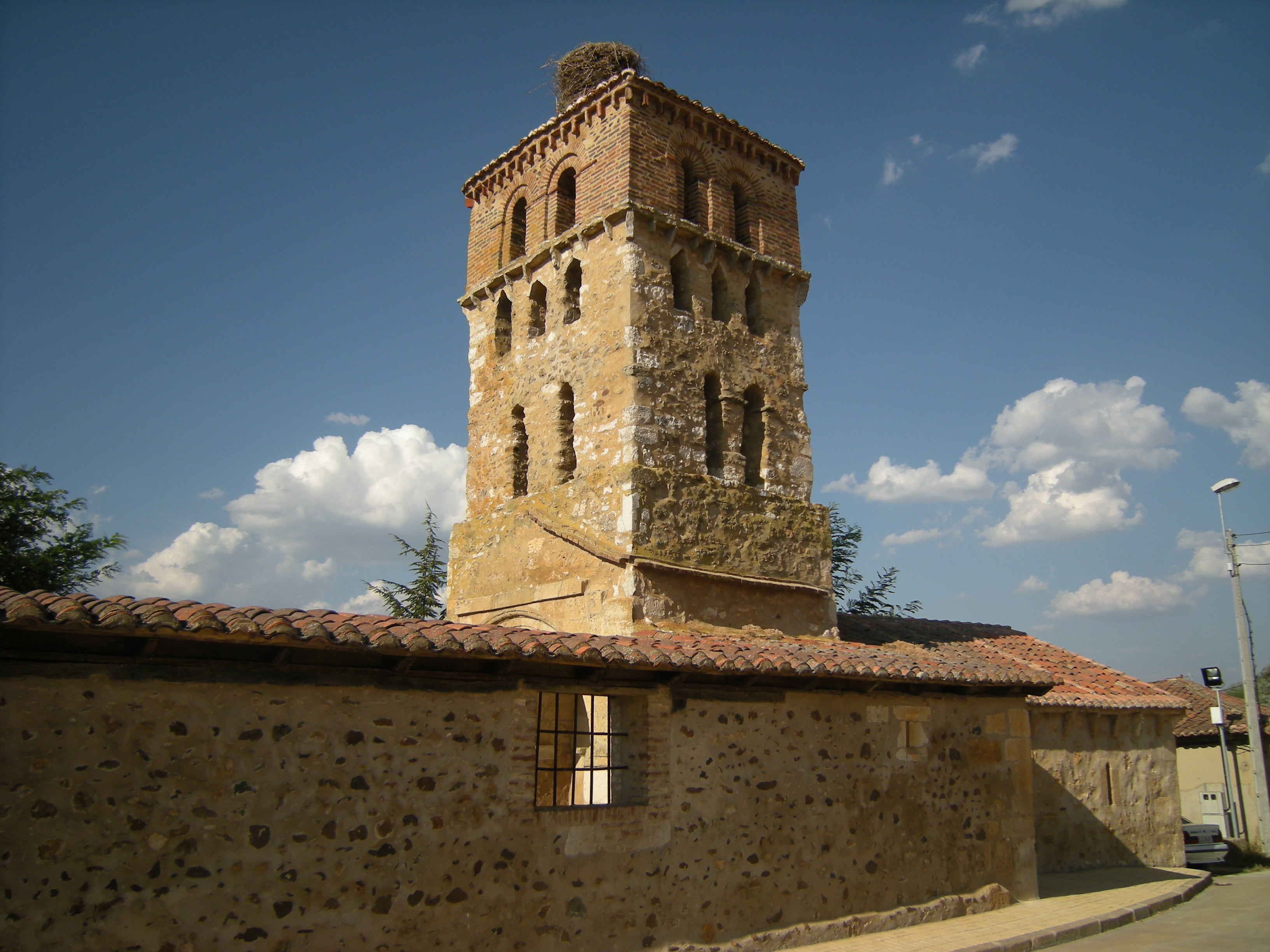

- diverse Kirchen, u. a. die Tirsuskirche in Villahibiera